# Défaut de moulage

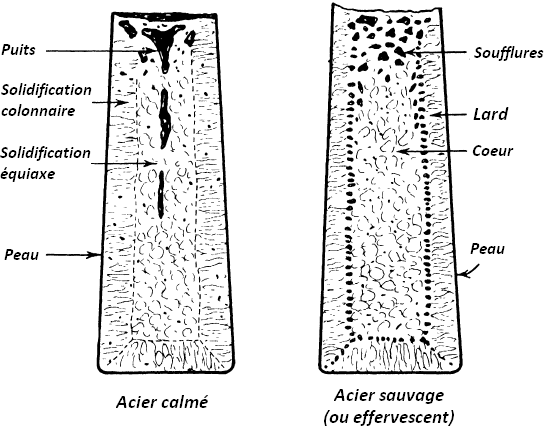
Défauts observables sur un lingot d'acier coulé.

Un défaut de moulage est une irrégularité indésirable dans une pièce obtenue par moulage, caractéristique de ce procédé d’obtention. Certains défauts peuvent être réparés mais ils peuvent aussi mener au rebut de la pièce.

## Types de défauts
On peut distinguer cinq catégories de défauts, en se fondant sur leur mécanisme de formation : les défauts formés pendant le retrait lié à la solidification, ceux dus au gaz, ceux liés au matériau avec lequel est réalisé le moule, ceux formés pendant le remplissage du moule et les défauts métallurgiques. L’apparition d’un défaut peut toutefois résulter de la combinaison de plusieurs phénomènes. Un correctif apporté au procédé pour éviter la formation d’un défaut peut aussi créer un défaut d’un autre type.

### Défauts dus au retrait de solidification
Ces défauts proviennent du fait que les métaux solidifiés ont une densité plus importante qu'en phase liquide. Ainsi, la solidification d'un métal entraîne mécaniquement une diminution de volume par unité de masse. Les défauts de retrait apparaissent lorsque le métal liquide ne parvient plus à compenser les contractions dues à la solidification du métal. On peut distinguer les défauts débouchant sur la surface de la pièce de ceux restant à l’intérieur de la matière. Les défauts visibles de la surface sont les « criques débouchantes », qui s’apparentent à une déchirure de la peau de la pièce, et les « dépressions » qui sont une déformation concave. En fonderie, les criques constituent des fissures dans les angles de pièces lorsque la contraction est contrariée : typiquement l'axe inférieur d'un moule en U, avec impossibilité de rétractation du moule, entraînant la formation de fissures au niveau des angles de la pièce moulée lors de la solidification.
Les défauts appelés « retassures » sont des cavités que le métal liquide n’a pas pu remplir avant la solidification complète. Ce sont souvent des zones où une poche de liquide est restée isolée de l'alimentation en métal fondu. La cavité se situe généralement au sommet de la poche de liquide. Pour qu’une poche de métal liquide se trouve isolée, il faut donc que le procédé de remplissage du moule soit incompatible avec les formes de la pièce. La présence d’autres défauts (impuretés, bulles de gaz...) peut aussi perturber la solidification et piéger le métal liquide (défauts dus au gaz),. Ce défaut est observé en fin de solidification et est toujours constaté dans les parties massives des pièces réalisées. En fonderie, on utilise généralement la méthode des modules ainsi que l'utilisation de masselottes pour pallier ce défaut de solidification. Le métal se solidifie plus rapidement dans les zones externes de la pièce, et les retassures apparaissent dans les parties intérieures, là où le métal se solidifie en dernier. La viscosité du métal intervient également dans la formation des retassures.
On lutte contre la formation de ces défauts par un dimensionnement et un positionnement correct de masselottes, qui vont alimenter la pièce en métal liquide au cours du retrait. La masselotte est dimensionnée selon la méthode des modules de fonderie. Si elle est correctement conçue, la masselotte est alors la dernière zone solidifiée et il est normal qu’elle soit constellée de défauts dus au retrait. Les masselottes constitueront une partie "sacrifiée" de moulage.

### Défauts dus au gaz

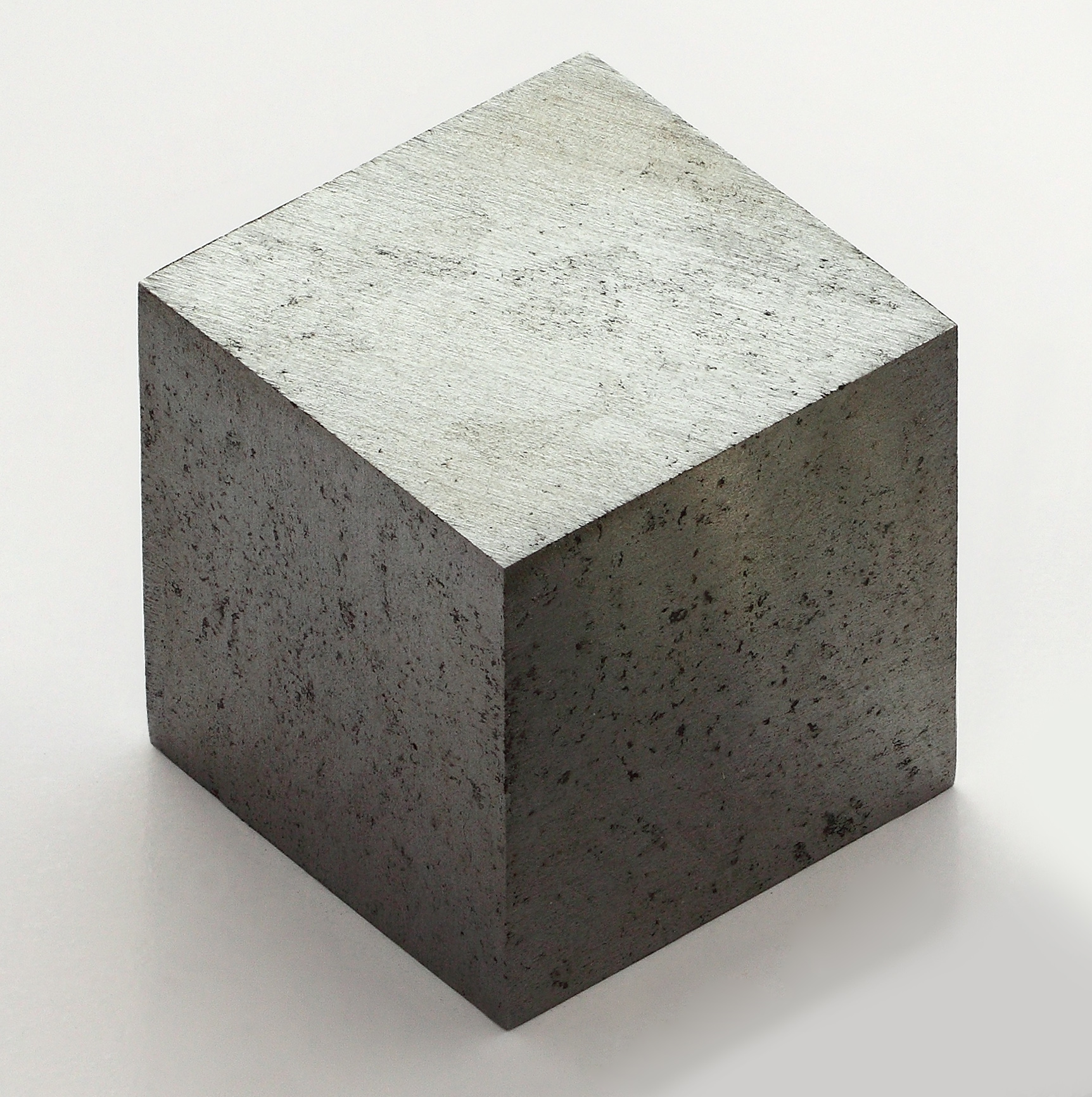
Porosités sur un cube de lutécium de 1 cm de côté.

Les « porosités », ou les « soufflures » si le défaut est plus important et ponctuel, sont les principaux défauts de moulage dus au gaz, et correspondent à la formation de bulles de gaz dans le métal pendant sa solidification. Ce phénomène est dû au fait que la plupart des matériaux peuvent contenir une plus grande quantité de gaz dissous à l’état liquide qu’à l’état solide. Le gaz dissous est donc rejeté au moment de la solidification, jusqu’à former des bulles. Lors du retrait volumique de solidification, une partie du gaz dissous en phase liquide ne parvient pas à s'échapper correctement du métal, et vient générer les défauts observés (porosités visibles sur la photo du cube de lutécium). Ces bulles sont facilement décelables lorsqu’elles débouchent à la surface de la pièce : elles apparaissent comme une « piqure » ou un cratère. Cependant, elles peuvent également rester piégées au sein du métal, affaiblissant alors dangereusement la pièce moulée. Les bulles de gaz sont susceptibles d'engendrer des contraintes internes aux pièces moulées. L’azote, l’oxygène et l’hydrogène sont les gaz les plus fréquemment trouvés dans les soufflures. Dans l’aluminium en fusion, l’hydrogène est le seul gaz susceptible de se dissoudre dans des quantités suffisantes pour créer des bulles de gaz : pour des pièces de quelques kilos, le dégagement d’hydrogène génère une porosité avec des cavités mesurant de 0,01  à   0,5 mm, qui dépassent même 1 mm de diamètre sur les grosses pièces moulées.

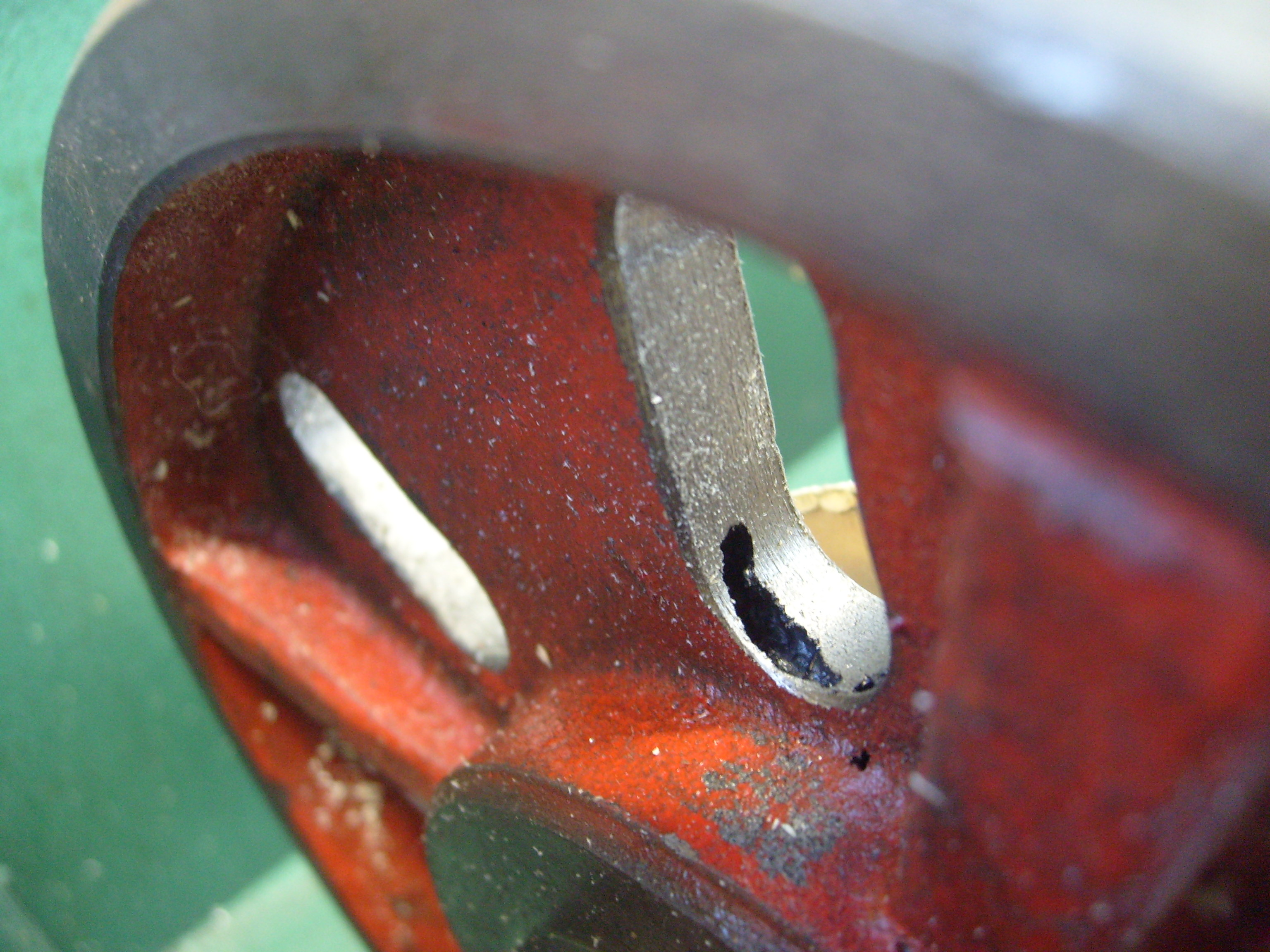
Soufflure dans une pièce en acier moulé.

Pour limiter l’absorption de gaz par le métal en fusion, on peut traiter le métal avant la coulée, en le maintenant sous une couche de laitier, sous vide ou sous une atmosphère de gaz peu solubles, comme l’argon. On limite aussi la solubilité des gaz en travaillant avec des surchauffes (écart entre la température de coulée et celle du liquidus) faibles. Réduire les turbulences au moment de la versée du métal dans le moule, en travaillant la forme des canaux d’alimentation et la vitesse de remplissage est également favorable. Sécher le moule évite aussi les reprises en hydrogène. On dimensionne donc la pièce moulée ainsi que le moule associé selon les paramètres Physico-chimiques de l'environnement.
Lorsque le métal a, malgré les précautions prises, absorbé trop de gaz pour donner des pièces saines, il est possible de le traiter. Différentes méthodes peuvent être employées. La précipitation, qui consiste à faire réagir le gaz dissous avec un élément plus réactif que le métal en fusion, est une des plus courantes. L’élément ajouté, après avoir réagi avec l’oxygène, va former un oxyde qui va flotter à la surface du métal liquide. Cette méthode est très efficace vis-à-vis de l’oxygène : une addition de phosphore désoxyde le cuivre liquide ; le ferromanganèse, le silicium ou l’aluminium sont utilisés pour désoxyder l’acier. On peut également garnir les parois du moule d’un élément ayant ce rôle. Une autre méthode consiste à dégazer le métal en le soumettant au vide : le gaz s’échappe alors comme les bulles s’échappent d’une boisson gazeuse lorsqu’on ouvre la bouteille. Il est également possible de saturer le bain d’un gaz peu soluble (comme l’argon) pour chasser les autres gaz. Ces méthodes pneumatiques sont fréquemment utilisées pour ôter l’hydrogène de l’acier liquide.
La détection des soufflures est difficile. Elles peuvent être confondues avec des cavités produites par d’autres phénomènes (retrait dû à la solidification, etc) lorsqu'elles sont remplies de gaz. Les méthodes de détection utilisées actuellement sont la radiographie, le contrôle par ultrasons et la magnétoscopie. En somme toute, on utilise des méthodes de Contrôle non destructif afin de caractériser l'état d'intégrité des structures moulées sans les dégrader.

### Défauts dus au matériau du moule
On recense les collages ainsi que les marbrures.
Le collage est un phénomène problématique en fonderie sous pression. Il est du à une réaction moule/métal et à la formation de composés inter métalliques fer-aluminium-silicium en surface du moule. Le collage est surtout présent en fonderie sous pression en aluminium. Il résulte de l'agression physico-chimique du moule par l'alliage moulé et par la formation de composés inter-métalliques durs et adhérents au moule. Le collage touche généralement les broches mais peut arriver également sur tout autre élément de moule en contact avec l'alliage liquide et en particulier aux attaques de coulée.Les conséquences du collage sont des difficultés d'injections et des cotes hors dimensions. Pour éviter et limiter le collage, il faut refroidir le moule et les broches, limiter la température de l'alliage, augmenter la dépouille, éviter les surfaces polies et utiliser des traitements de surface.
Les marbrures, aussi appelées "fleurs" ou "fleurage" constituent un défaut, reconnaissable et identifiable à un ensemble de tâches similaires à la surface de la pièce, ressemblant fortement au marbre. Ce défaut très particulier est du à un différentiel de température trop important entre le métal coulé et les parois du moule. Ce défaut de surface apparaît généralement lorsque l'alliage liquide entre en contact avec une partie du moule inférieure à 150 °C. Cette température seuil n'est pas fixée : elle va dépendre du métal coulé et des conditions physico-chimiques de l'opération de fonderie. Pour pallier ce défaut, il convient d'augmenter la température du moule. Une technique complémentaire consiste à utiliser la technique du poteyage, qui consiste à enduire le moule d'un liquide protecteur facilitant le démoulage. Cette dernière solution est envisagée pour les moules permanents ainsi que pour les moules en sable. En moulage métallique, on emploie le poteyage sur les différentes surfaces des empreintes. En moulage sable, on emploie le poteyage principalement pour faciliter l'écoulement du métal liquide dans le moule.

### Défauts dus au remplissage  du moule
On recense les « gouttes froides », les « manques », les « malvenues »...
Mode de formation des gouttes froides
Concernant le défaut des gouttes froides, défaut également appelé "repli", il existe en fonderie sous pression deux modes de formation. Le premier mode de formation -le mieux connu- est lié à la pulvérisation et au refroidissement rapide du flot de métal sur le moule. Le deuxième mode de formation, mis plus récemment en évidence, est provoqué par l'apparition de soufflures ou de manques (sous l'effet de la pression de multiplication) pendant la solidification par du liquide eutectique encore en phase liquide ou pâteuse. Il s'agit dans les deux cas d'une soudure incomplète apparaissant lors de la jonction de deux parties du métal liquide. Selon la géométrie du moule, le flot de métal en phase liquide se divise en deux (voire 3) coulées, avant de se retrouver bout à bout : la jointure des deux coulées n'est pas complète et les deux parties de la moulée ne sont pas parfaitement solidaires. Ce défaut est accentué lorsque la température de coulée est trop faible, ou que la température du moule est insuffisante. En vue d'éradiquer ce défaut, il convient d'augmenter la vitesse de remplissage du moule, d'augmenter la température du moule, d'augmenter la température de coulée, et de modifier l'emplacement des attaques de coulées. En dernier lieu, il convient de repenser la géométrie de la pièce et de redimensionner le moule.
Le mode de formation le mieux connu et sans doute le plus répandu en fonderie sous pression est le refroidissement rapide du flot de métal en phase liquide. Le flot de métal liquide vient heurter une paroi de moule très brutalement. Des gouttelettes se détachent alors et se solidifient séparément. Elles sont ensuite rejointes par le flot de métal principal et sont incluses dans la pièce. La microstructure des gouttes froides est alors localement plus fine (car s'étant solidifiée très rapidement). Dans certains cas (illustration cube de lucétium) plus rare, mais permettant de mettre en évidence le phénomène, les gouttes froides restent isolées (dans une soufflure par exemple ou en surface de pièce).
Un autre de mode de formation est du à une extrusion de liquide eutectique. Ce mode de formation n'a été identifié que récemment (2006-2008). Il s'observe plus rarement que le mode de formation par refroidissement rapide du flot de métal en phase liquide. En fin de remplissage, des porosités (soufflures ou manques) sont présentes dans la pièce. La pression va combler ces pores par extrusion de liquide eutectique non encore solidifié.
L'impact des gouttes froides sur la diminution des caractéristiques mécaniques est très faible par rapport à d'autres défauts internes (retassures, soufflures) ou externes (reprises). Des gouttes froides en grand nombre traduisent cependant un problème de remplissage.
Mode de formation des malvenues
Les malvenues correspondent à l'absence de matière dans la pièce moulée. Ce défaut se forme généralement à la suite du non-remplissage de la totalité de l'empreinte du moule. Cela peut être expliqué par une solidification précoce du métal coulé et par un phénomène de reflux de pression. Pour contrer le problème de la solidification prématurée du métal, il convient d'augmenter la vitesse de remplissage du moule. Lorsque ceci semble techniquement difficile, il est également possible d'augmenter la température de coulée. Pour contrer le problème du reflux de pression, qui entraîne une pression inégale au sein de la moulée ainsi qu'un état physique instable, il convient de prévoir dans la conception du moule des dégagements, permettant d'évacuer tout surplus de pression engendré par les flots de métal en phase liquide et par les gaz libérés au cours du refroidissement.
Mode de formation des manques de matière
Ce défaut, peu commun et facile à rectifier, correspond à un manque de matière dans le moule. En effet, lors de la solidification d'un métal, on observe une rétractation volumique. Dans ce cas de figure, il suffit simplement de couler davantage de métal dans les canaux d'alimentation du moule. Il n'est pas toujours envisageable de couler à nouveau du métal liquide sur une pièce déjà en cours de solidification (variation de propriétés mécaniques). On risque également de voir apparaître un autre défaut de fonderie : les reprises, correspondant à une mauvaise refusion de flots de métal. Dans les faits, en fonderie, l'ajout de masselottes ou le redimensionnement de ces dernières permet de pallier tout manque de matière.

### Défauts métallurgiques
On recense les criques qui peuvent être internes ou débouchantes. Les criques sont des petites fissures, dues à un retrait irrégulier du métal au cours de sa solidification. Elles se forment principalement dans les angles. Afin d'y remédier, il faut veiller à l'uniformité des épaisseurs des parois (évider de la matière si nécessaire) et arrondir les angles de moulage.
Les criques sont dues à la rupture à chaud qui est un défaut majeur en solidification qui amène de nombreuses pièces au rebut en moulage. La rupture à chaud correspond à l'apparition de criques en fond de zone pâteuse (dans les régions à haute fraction de solide) quand ces régions subissent des déformations qui favorisent la mise en traction des films liquides résiduels. L'ouverture de ces criques font apparaître soit des filets ségrégés, soit des fissures dans la pièce solidifié quand la pression interstitielle de liquide est insuffisante pour compenser les ouvertures.
L’influence de l’alliage s’exprime en premier lieu à travers sa composition chimique : de manière générale plus l’alliage a un intervalle de solidification important, plus il est sensible à la fissuration à chaud. Ainsi, par exemple, les effets de la micro-ségrégation tiennent une place importante, et certains éléments (e.g. le soufre et le phosphore) peuvent se révéler avoir une influence tout à fait néfaste. D’autre part, le rôle de la transformation ferrite-austénite est connu. Le retrait associé à cette transformation génère des déformations dans les régions environnantes. Les nuances pour lesquelles la transformation ferrite-austénite a lieu à haute température montrent des déformations plus importantes du fait de la moindre consistance du métal, ce qui peut alors affecter la zone pâteuse et provoquer la rupture.

## Défauts spécifiques à un procédé de moulage

### Défauts de coulée continue
Dans la coulée continue de produits plats (brames), la « crique longitudinale » est une fissure débouchante située au milieu de la grande face de la brame. Elle fait de 5  à   30 mm de profondeur et est longue de plusieurs mètres. Elle est typique d’un refroidissement inadapté en lingotière, et engendre souvent une « percée » de la peau solidifiée, incident de production coûteux et spectaculaire
On rencontre également des « criques transversales », généralement liées à un cintrage ou un décintrage inadapté du produit. Les « gouttières » et le « bombé » sont des déformations longitudinales, respectivement concaves et convexes, typiques d’une mauvaise géométrie de la lingotière. Les « criques internes » sont dues à un mauvais soutien ou guidage du produit dans le refroidissement secondaire : leur position permet d’identifier rapidement l’élément défaillant de la machine.
Au centre du produit, il est fréquent de trouver une « zone de ségrégation », où sont piégés les composés à bas point de fusion. On limite la nocivité de cette zone avec des brasseurs électromagnétiques ou un soutien actif du produit.

### Défauts de moulage au sable (moule non permanent)
Les défauts de moulage au sable sont principalement des défauts de surface et des défauts visuels dus à la granulométrie des parois du moule. Pour obtenir une meilleure précision dimensionnelle et un meilleur état de surface, il convient généralement de réusiner certaines parties du moule, et notamment les parties fonctionnelles.Ensuite, selon la composition chimique du métal coulé, des défauts de remplissage du moule peuvent apparaître. Si les cavités du moule sont trop étroites, le remplissage des empreintes sera incomplet et la pièce finale (brut de fonderie) incomplète également.
Un des défauts des moulages est l'apparition de croûte sur la pièce moulée. Les croûtes sont une mince couche de métal qui se forme sur la pièce à cause du moulage. Elles sont faciles à enlever et révèlent généralement une encoche dans la surface moulée. Un autre défaut similaire est l'arrachement, qui sont des boucles qui se produisent dans la chape des pièces coulées dans le sable. Tous ces défauts sont d'ordre visuel et ne justifient pas la mise au rebut de la pièce. Ces défauts sont causés par des températures de coulée trop élevées ou par des carences en matériaux carbonés.
Un autre défaut du au moulage au sable est la combustion qui se produit lorsque les oxydes métalliques interagissent avec les impuretés dans les sables siliceux. Il en résulte des particules de sable incrustées dans la surface de la pièce finie. Ce défaut peut être évité en réduisant la température du métal liquide, en utilisant un nettoyant pour le moule et en utilisant divers additifs dans le mélange de sable.